# Enzo Fernández
Enzo Jeremías Fernández (San Martín, 17 gennaio 2001) è un calciatore argentino, centrocampista del Chelsea, di cui è vice capitano, e della nazionale argentina, con cui è diventato campione del mondo nel 2022 e campione del Sud America nel 2024.

## Caratteristiche tecniche
Centrocampista in possesso di un'ottima visione di gioco, può giocare sia come regista sia come interditore. Grazie a buone capacità balistiche, risulta spesso utile anche nella manovra offensiva.

## Carriera

### Club

#### Gli inizi
Cresciuto nel settore giovanile del River Plate, il 4 febbraio 2020 ha firmato il suo primo contratto professionistico della durata di tre anni. Debutta per il River il 5 marzo seguente, subentrando a Santiago Sosa a nove minuti dal termine dell'incontro della fase a gironi di Coppa Libertadores perso 3-0 contro l'LDU Quito.
Il 22 agosto 2020 è stato ceduto in prestito annuale al Defensa y Justicia. Il 18 settembre, sotto la guida tecnica di Hernán Crespo, esordisce per gli Halcón sempre in Coppa Libertadores, in occasione dell'incontro ai danni del Delfín (3-0). Diventato un titolare inamovibile nel corso delle partite, al termine del periodo di prestito vince sia la Coppa Sudamericana, competizione in cui realizza peraltro la sua prima rete in carriera, che la Recopa Sudamericana.

#### River Plate
Tornato al River, viene confermato in prima squadra dall'allenatore Marcelo Gallardo. Gioca nuovamente per il club di Buenos Aires il 15 luglio 2021, nell'andata degli ottavi di finali di Coppa Libertadores pareggiata con l'Argentinos Juniors (1-1). Il 14 agosto, invece, è autore del suo primo gol in campionato, e per il club in generale, ai danni del Vélez Sarsfield. Il 20 dicembre seguente rinnova il proprio contratto fino al 2025.
Iniziato il 2022 in grande forma (10 reti in 28 partite complessive), il 23 giugno viene acquistato dal Benfica, che lo lascia in prestito agli argentini fino al termine della nuova Coppa Libertadores. L'esperienza in terra natale dura fino al 7 luglio seguente, quando il River Plate esce dalla competizione per mano del Vélez.

#### Benfica
Il 13 luglio 2022 viene quindi confermato il trasferimento ai portoghesi per 10 milioni di euro più 8 di bonus. A Lisbona gioca subito titolare, debutta in Champions League e ottiene 17 presenze in Primeira Liga nella prima metà della stagione, trovando anche il suo primo e unico goal con il club.

#### Chelsea
Nella notte tra il 31 gennaio ed il 1º febbraio 2023, nell'arco delle ultime ore di calciomercato, viene confermato il trasferimento al Chelsea per 121 milioni di euro, che ne fanno il trasferimento più costoso nella storia della Premier League, superando il precedente primato stabilito dal passaggio di Jack Grealish dall'Aston Villa al Manchester City nel 2021.
Con i Blues esordisce il 2 febbraio 2023 in occasione della partita contro il Fulham finita con il risultato di 0-0. Subito nella partita seguente, giocata contro il West Ham Utd e finita 1-1, Enzo effettua il suo primo assist per il compagno João Félix al minuto 16. Il 3 Dicembre 2023 mette a segno una doppietta nella vittoria del Chelsea contro il Brighton per 3-2. Segna inoltre due goal in Efl Cup contro Wimbledon  e Middlesbrough, contribuendo a raggiungere la finale della competizione.  Risulta decisivo con un goal in Fa Cup nelle vittorie contro Preston  e Aston Villa.
Dalla stagione 2024/2025 scende in campo in più di qualche occasione come capitano della squadra inglese. Il 28 maggio 2025 vince la UEFA Conference League segnando la rete del pareggio nella finale a Breslavia, vinta  sul Betis Siviglia per 4-1. 

### Nazionale
Dopo aver giocato per la nazionale Under-20, il 24 settembre 2022 esordisce con la nazionale maggiore, subentrando a Leandro Paredes nel corso dell'amichevole vinta per 3-0 contro l'Honduras.
Convocato per la fase finale del Mondiale in Qatar, il 26 novembre 2022, in occasione della vittoria per 2-0 ai danni del Messico, realizza la sua prima rete con la maglia dell'Albiceleste. Il 18 dicembre seguente, oltre a vincere il Campionato mondiale ai danni della Francia, viene premiato come miglior giovane della competizione.

## Statistiche

### Presenze e reti nei club
Statistiche aggiornate al 17 giugno 2025.
| Stagione           | Squadra            | Campionato         | Campionato | Campionato | Coppe nazionali | Coppe nazionali | Coppe nazionali | Coppe continentali | Coppe continentali | Coppe continentali | Altre coppe | Altre coppe | Altre coppe | Totale | Totale | Totale |
| Stagione           | Squadra            | Comp               | Pres       | Reti       | Comp            | Pres            | Reti            | Comp               | Pres               | Reti               | Comp        | Pres        | Reti        | Pres   | Reti   |        |
| ------------------ | ------------------ | ------------------ | ---------- | ---------- | --------------- | --------------- | --------------- | ------------------ | ------------------ | ------------------ | ----------- | ----------- | ----------- | ------ | ------ | ------ |
| 2019-2020          | River Plate        | PD                 | 0          | 0          | -               | -               | -               | CL                 | 1                  | 0                  | -           | -           | -           | 1      | 0      |        |
| 2020-2021          | Defensa y Justicia | -                  | -          | -          | CA+ClS+CdL+CdL  | 2+1+4+10        | 0               | CL+CS+CL           | 4+6+4              | 0+1+0              | RS          | 2           | 0           | 33     | 1      |        |
| 2021               | River Plate        | PD                 | 20         | 2          | -               | -               | -               | CL                 | 3                  | 0                  | TCP         | 1           | 0           | 24     | 2      |        |
| gen. -lug.2022     | River Plate        | PD                 | 5          | 1          | CdL             | 15              | 7               | CL                 | 8                  | 2                  | -           | -           | -           | 28     | 10     |        |
| Totale River Plate | Totale River Plate | Totale River Plate | 25         | 3          |                 | 15              | 7               |                    | 12                 | 2                  |             | 1           | 0           | 53     | 12     |        |
| 2022-gen. 2023     | Benfica            | PL                 | 17         | 1          | CP+CdL          | 3+0             | 1               | UCL                | 9                  | 2                  | -           | -           | -           | 29     | 4      |        |
| gen.-giu. 2023     | Chelsea            | PL                 | 18         | 0          | FACup+CdL       | -               | -               | UCL                | 4                  | 0                  | -           | -           | -           | 22     | 0      |        |
| 2023-2024          | Chelsea            | PL                 | 28         | 3          | FACup+CdL       | 5+7             | 2+2             | -                  | -                  | -                  | -           | -           | -           | 40     | 7      |        |
| 2024-2025          | Chelsea            | PL                 | 33         | 6          | FACup+CdL       | 1+1             | 0               | UECL               | 8                  | 2                  | CdM         | 1           | 1           | 44     | 9      |        |
| Totale Chelsea     | Totale Chelsea     | Totale Chelsea     | 79         | 9          |                 | 14              | 4               |                    | 12                 | 2                  |             | 1           | 1           | 106    | 16     |        |
| Totale carriera    | Totale carriera    | Totale carriera    | 135        | 13         |                 | 35              | 12              |                    | 47                 | 7                  |             | 4           | 1           | 221    | 33     |        |

### Cronologia presenze e reti in nazionale
| Cronologia completa delle presenze e delle reti in nazionale ― Argentina | Cronologia completa delle presenze e delle reti in nazionale ― Argentina | Cronologia completa delle presenze e delle reti in nazionale ― Argentina | Cronologia completa delle presenze e delle reti in nazionale ― Argentina | Cronologia completa delle presenze e delle reti in nazionale ― Argentina | Cronologia completa delle presenze e delle reti in nazionale ― Argentina | Cronologia completa delle presenze e delle reti in nazionale ― Argentina | Cronologia completa delle presenze e delle reti in nazionale ― Argentina |
| Data                                                                     | Città                                                                    | In casa                                                                  | Risultato                                                                | Ospiti                                                                   | Competizione                                                             | Reti                                                                     | Note                                                                     |
| ------------------------------------------------------------------------ | ------------------------------------------------------------------------ | ------------------------------------------------------------------------ | ------------------------------------------------------------------------ | ------------------------------------------------------------------------ | ------------------------------------------------------------------------ | ------------------------------------------------------------------------ | ------------------------------------------------------------------------ |
| 24-9-2022                                                                | Miami Gardens                                                            | Argentina                                                                | 3 – 0                                                                    | Honduras                                                                 | Amichevole                                                               | -                                                                        | 64’                                                                      |
| 28-9-2022                                                                | New Jersey                                                               | Giamaica                                                                 | 0 – 3                                                                    | Argentina                                                                | Amichevole                                                               | -                                                                        | 56’                                                                      |
| 16-11-2022                                                               | Abu Dhabi                                                                | Emirati Arabi Uniti                                                      | 0 – 5                                                                    | Argentina                                                                | Amichevole                                                               | -                                                                        | 51’                                                                      |
| 22-11-2022                                                               | Lusail                                                                   | Argentina                                                                | 1 – 2                                                                    | Arabia Saudita                                                           | Mondiali 2022 - 1º turno                                                 | -                                                                        | 59’                                                                      |
| 26-11-2022                                                               | Lusail                                                                   | Argentina                                                                | 2 – 0                                                                    | Messico                                                                  | Mondiali 2022 - 1º turno                                                 | 1                                                                        | 58’                                                                      |
| 30-11-2022                                                               | Doha                                                                     | Polonia                                                                  | 0 – 2                                                                    | Argentina                                                                | Mondiali 2022 - 1º turno                                                 | -                                                                        | 79’                                                                      |
| 3-12-2022                                                                | Al Rayyan                                                                | Argentina                                                                | 2 – 1                                                                    | Australia                                                                | Mondiali 2022 - Ottavi di finale                                         | -                                                                        |                                                                          |
| 9-12-2022                                                                | Lusail                                                                   | Paesi Bassi                                                              | 2 – 2 dts (3 – 4 dtr)                                                    | Argentina                                                                | Mondiali 2022 - Quarti di finale                                         | -                                                                        |                                                                          |
| 13-12-2022                                                               | Lusail                                                                   | Argentina                                                                | 3 – 0                                                                    | Croazia                                                                  | Mondiali 2022 - Semifinale                                               | -                                                                        |                                                                          |
| 18-12-2022                                                               | Lusail                                                                   | Argentina                                                                | 3 – 3 dts (4 – 2 dtr)                                                    | Francia                                                                  | Mondiali 2022 - Finale                                                   | -                                                                        | 53’                                                                      |
| 23-3-2023                                                                | Buenos Aires                                                             | Argentina                                                                | 2 – 0                                                                    | Panama                                                                   | Amichevole                                                               | -                                                                        | 60’                                                                      |
| 28-3-2023                                                                | Santiago del Estero                                                      | Argentina                                                                | 7 – 0                                                                    | Curaçao                                                                  | Amichevole                                                               | 1                                                                        | 50’                                                                      |
| 15-6-2023                                                                | Pechino                                                                  | Argentina                                                                | 2 – 0                                                                    | Australia                                                                | Amichevole                                                               | -                                                                        | 74’                                                                      |
| 7-9-2023                                                                 | Buenos Aires                                                             | Argentina                                                                | 1 – 0                                                                    | Ecuador                                                                  | Qual. Mondiali 2026                                                      | -                                                                        |                                                                          |
| 12-9-2023                                                                | La Paz                                                                   | Bolivia                                                                  | 0 – 3                                                                    | Argentina                                                                | Qual. Mondiali 2026                                                      | 1                                                                        | 87’                                                                      |
| 12-10-2023                                                               | Buenos Aires                                                             | Argentina                                                                | 1 – 0                                                                    | Paraguay                                                                 | Qual. Mondiali 2026                                                      | -                                                                        | 7’ 80’                                                                   |
| 17-10-2023                                                               | Lima                                                                     | Perù                                                                     | 0 – 2                                                                    | Argentina                                                                | Qual. Mondiali 2026                                                      | -                                                                        |                                                                          |
| 16-11-2023                                                               | Buenos Aires                                                             | Argentina                                                                | 0 – 2                                                                    | Uruguay                                                                  | Qual. Mondiali 2026                                                      | -                                                                        |                                                                          |
| 21-11-2023                                                               | Rio de Janeiro                                                           | Brasile                                                                  | 0 – 1                                                                    | Argentina                                                                | Qual. Mondiali 2026                                                      | -                                                                        | 70’                                                                      |
| 22-3-2024                                                                | Filadelfia                                                               | Argentina                                                                | 3 – 0                                                                    | El Salvador                                                              | Amichevole                                                               | 1                                                                        | 46’                                                                      |
| 26-3-2024                                                                | Los Angeles                                                              | Argentina                                                                | 3 – 1                                                                    | Costa Rica                                                               | Amichevole                                                               | -                                                                        | 82’                                                                      |
| 9-6-2024                                                                 | Chicago                                                                  | Argentina                                                                | 1 – 0                                                                    | Ecuador                                                                  | Amichevole                                                               | -                                                                        | 56’                                                                      |
| 14-6-2024                                                                | Landover                                                                 | Argentina                                                                | 4 – 1                                                                    | Guatemala                                                                | Amichevole                                                               | -                                                                        | 71’                                                                      |
| 25-6-2024                                                                | East Rutherford                                                          | Cile                                                                     | 0 – 1                                                                    | Argentina                                                                | Coppa America 2024 - 1º turno                                            | -                                                                        | 64’                                                                      |
| 29-6-2024                                                                | Miami Gardens                                                            | Argentina                                                                | 2 – 0                                                                    | Perù                                                                     | Coppa America 2024 - 1º turno                                            | -                                                                        | 66’                                                                      |
| 4-7-2024                                                                 | Houston                                                                  | Argentina                                                                | 1 – 1 (4 – 2 dtr)                                                        | Ecuador                                                                  | Coppa America 2024 - Quarti di finale                                    | -                                                                        | 78’                                                                      |
| 9-7-2024                                                                 | East Rutherford                                                          | Argentina                                                                | 2 – 0                                                                    | Canada                                                                   | Coppa America 2024 - Semifinale                                          | -                                                                        |                                                                          |
| 14-7-2024                                                                | Miami Gardens                                                            | Argentina                                                                | 1 – 0 dts                                                                | Colombia                                                                 | Coppa America 2024 - Finale                                              | -                                                                        | 97’                                                                      |
| 5-9-2024                                                                 | Buenos Aires                                                             | Argentina                                                                | 3 – 0                                                                    | Cile                                                                     | Qual. Mondiali 2026                                                      | -                                                                        |                                                                          |
| 10-9-2024                                                                | Barranquilla                                                             | Colombia                                                                 | 2 – 1                                                                    | Argentina                                                                | Qual. Mondiali 2026                                                      | -                                                                        | 85’                                                                      |
| 10-10-2024                                                               | Maturín                                                                  | Venezuela                                                                | 1 – 1                                                                    | Argentina                                                                | Qual. Mondiali 2026                                                      | -                                                                        | 85’                                                                      |
| 15-10-2024                                                               | Buenos Aires                                                             | Argentina                                                                | 6 – 0                                                                    | Bolivia                                                                  | Qual. Mondiali 2026                                                      | -                                                                        |                                                                          |
| 14-11-2024                                                               | Asunción                                                                 | Paraguay                                                                 | 2 – 1                                                                    | Argentina                                                                | Qual. Mondiali 2026                                                      | -                                                                        | 77’                                                                      |
| 19-11-2024                                                               | Buenos Aires                                                             | Argentina                                                                | 1 – 0                                                                    | Perù                                                                     | Qual. Mondiali 2026                                                      | -                                                                        |                                                                          |
| 21-3-2025                                                                | Montevideo                                                               | Uruguay                                                                  | 0 – 1                                                                    | Argentina                                                                | Qual. Mondiali 2026                                                      | -                                                                        |                                                                          |
| 25-3-2025                                                                | Buenos Aires                                                             | Argentina                                                                | 4 – 1                                                                    | Brasile                                                                  | Qual. Mondiali 2026                                                      | 1                                                                        | 90+1’                                                                    |
| 10-6-2025                                                                | Buenos Aires                                                             | Argentina                                                                | 1 – 1                                                                    | Colombia                                                                 | Qual. Mondiali 2026                                                      | -                                                                        | 70’                                                                      |
| Totale                                                                   |                                                                          | Presenze                                                                 | 37                                                                       |                                                                          | Reti                                                                     | 5                                                                        |                                                                          |

## Palmarès

### Club

#### Competizioni nazionali
- Campionato argentino: 1

River Plate: 2021
- Trofeo de Campeones de la Liga Profesional: 1

River Plate: 2021

#### Competizioni internazionali
- Coppa Sudamericana: 1

Defensa y Justicia: 2020
- Recopa Sudamericana: 1

Defensa y Justicia: 2021
- UEFA Conference League: 1

Chelsea: 2024-2025
- Coppa del mondo per club: 1

Chelsea: 2025

### Nazionale
- Campionato mondiale: 1

Qatar 2022
- Coppa America: 1

Stati Uniti 2024

### Individuale
- Miglior giovane del campionato mondiale: 1

Qatar 2022
- Squadra della stagione della UEFA Conference League: 1

2024-2025